# Heinrich Pothmann
Heinrich Pothmann (* 17. Juni 1858 in Hagen-Elsey; † 4. November 1938 in Münster) war ein deutscher Verwaltungsjurist, stellvertretender Direktor der Landesbank der Provinz Westfalen und stellvertretender Landeshauptmann der Provinz Westfalen.

## Werdegang
Heinrich Pothmann studierte nach dem Abitur am Gymnasium Paderborn Rechts- und Staatswissenschaften in Leipzig und Berlin. Seinen Militärdienst leistete er als Einjährig-Freiwilliger und wurde als Reserveunteroffizier aus gesundheitlichen Gründen entlassen. Nach seiner ersten Staatsprüfung im Jahre 1881 war er als Gerichtsreferendar beim Kammergericht Berlin tätig und wurde nach dem zweiten Staatsexamen 1887 Gerichtsassessor. Zum 1. Dezember 1888 wurde ihm die kommissarische Verwaltung der Stelle des Amtsgerichtsrats in Nauen anvertraut. Er kehrte nach Berlin zurück und wurde im April 1891 als Hilfsarbeiter bei der Invaliden- und Altersversicherungsanstalt der Provinz Westfalen eingestellt. Im Jahr darauf wurde er hier Landesrat und Mitglied des Vorstandes. Zum 1. August 1898 kam er zur Hauptverwaltung der Provinzialverwaltung und wurde zum stellvertretenden Direktor der Landesbank der Provinz Westfalen gewählt. Als Landesrat und Landessyndikus trat er seinen Dienst am 22. Februar 1899 an. Später wurde er stellvertretender Vorsitzender der Landesbank. Seine Wahl zum stellvertretenden Landshauptmann der Provinz Westfalen fiel auf den 4. Mai 1923. Zum 30. Juni 1926 ging er – nach Verlängerung seiner regulären Dienstzeit – in den Ruhestand. Als Ruheständler war er noch vom Oktober 1926 bis Juni 1931 mit der Bearbeitung von Sonderaufgaben der Provinzialverwaltung beschäftigt.
Pothmann war seit 1920 ordentliches Mitglied der Historischen Kommission für Westfalen, schied 1922 jedoch aus.